# Banca Nazionale del Lavoro
 (janvier 2022).
Si vous disposez d'ouvrages ou d'articles de référence ou si vous connaissez des sites web de qualité traitant du thème abordé ici, merci de compléter l'article en donnant les références utiles à sa vérifiabilité et en les liant à la section « Notes et références ».
Pour les articles homonymes, voir BNL.
La Banca Nazionale del Lavoro (BNL, « Banque nationale du travail ») est un groupe bancaire italien fondé en 1913, et dont le siège social est à Rome. BNL, sixième acteur du marché bancaire italien avec 5 % de part de marché, est depuis 2006 une filiale de la banque française BNP Paribas. Le groupe possède environ 800 agences réparties sur tout le territoire italien, pour 3 millions de clients.

## Histoire

### Des origines à la privatisation
Fondée en 1913 sous le nom de Istituto Nazionale di Credito per la Cooperazione, l’établissement est créé dans l’idée de soutenir le mouvement coopératif, donnant des aides spécifiques dans le domaine de l’agriculture, du cinéma ou encore dans la pêche, avec pour but d'aider la transition d'une économie italienne rurale en une économie industrielle. 
En 1929, le gouvernement fasciste décide de transformer la banque en organisme de droit public placé sous la tutelle du Trésor ; c’est à cette occasion qu'elle prend le nom de Banca Nazionale del Lavoro.
Entre les années 1940 et 1970, la BNL a contribué au boom économique italien en soutenant les entreprises dans leur développement en Italie mais aussi à l’international. Mais avec le retournement économique des années 1970, l’importance de la BNL dans la banque diminua.
Dans les années 1980, il y eut un scandale célèbre dans la filiale de BNL à Atlanta. Elle prêta à l'Iraq plus de 5 milliards de dollars (Alice in Wonderland - The truth about 9/11 / D. Icke) sans l’autorisation du siège central et en violant les lois des États-Unis, le responsable étant Christopher Drogoul, le directeur de la filiale.
En 1992, Banca Nazionale del Lavoro adopta le statut de S.A. pour finalement être privatisée en 1998 et entrer à la Bourse de Milan. La banque espagnole BBVA en acquiert 15 % à cette occasion.

### Prise de contrôle par BNP Paribas
En 2005, la banque espagnole BBVA lance une OPE pour en prendre le plein contrôle de BNL. Cette OPE rencontre l’opposition du gouverneur de la Banque d'Italie, Antonio Fazio, qui veut préserver l’italianité du système bancaire italien. Il soutient donc l’offre de l’assureur italien Unipol, qui agit comme chevalier blanc et lance une OPA sur 59 % du capital, ce qui entraîne l’échec de l’OPE de BBVA.
À la suite de plusieurs scandales autour de cette affaire, le Président d’Unipol Giovanni Consorte démissionne ainsi que le Gouverneur Antonio Fazio, dans la tourmente après son opposition à l’offre de BBVA. Par la suite la Banque d'Italie met son veto sur l’offre d’Unipol.
Le 3 février 2006, BNP Paribas reprend 48 % de BNL à Unipol et ses associés et annonce une OPA future sur l’ensemble du groupe. BBVA annonce qu’elle amènera ses actions à cette offre. Fin juillet 2006, BNP Paribas détient 100 % de la banque italienne.
En octobre 2016, BNP Paribas annonce d'ici 2020 de la suppression de 700 postes principalement par des départs en retraite non remplacés ainsi que la suppression de près de 100 agences sur les 800 que compte la banque en Italie.

### Identité visuelle (logotype)

Ancien logo de la BNL.
Logo actuel de la BNL.

## Sponsoring
Suivant le stratégie de partenariat de BNP Paribas dans le tennis (Roland-Garros, Coupe Davis), BNL est depuis 2007 le sponsor titre des Internationaux de Rome.